# Tinginae
Tinginae is een onderfamilie van wantsen in de familie van de Tingidae (Netwantsen). De familie werd voor het eerst wetenschappelijk beschreven door Laporte in 1832.

## Taxonomie
De onderfamilie bevat de volgende geslachtengroepen:

- Tribus: Litadeini Drake & Ruhoff, 1965
  - Aeopelys Drake & Ruhoff, 1965
  - Aristobyrsa Drake & Poor, 1937
  - Cephalidiosus Guilbert, 1999
  - Cottothucha Drake & Poor, 1941
  - Holophygdon Kirkaldy, 1908
  - Larotingis Drake, 1960
  - Litadea China, 1924
  - Oecharis Drake & Ruhoff, 1965
  - Ogygotingis Drake, 1948
  - Palauella Drake, 1956
  - Psilobyrsa Drake & Hambleton, 1935
  - Stragulotingis Froeschner, 1969
  - Tadelia Linnavuori, 1977
- Tribus: Tingini Laporte de Castelnau, 1832
  - Abdastartus Distant, 1911
  - Acalypta Westwood, 1840
  - Acanthocheila Stål, 1858
  - Acanthomoplax Souma & Kamitani, 2021
  - Acanthopharsa Knudson, 2018
  - Acanthotingis Monte, 1940
  - Aconchus Horváth, 1905
  - Acysta Champion, 1898
  - Aeipeplus Drake & Ruhoff, 1962
  - Aeithauma Drake & Ruhoff, 1965
  - Aepycysta Drake & Bondar, 1932
  - Aepykorys Drake & Ruhoff, 1965
  - Aframixia Drake & Ruhoff, 1960
  - Afrochila Duarte-Rodrigues, 1980
  - Afrotingis Drake & Hill, 1964
  - Agachila Drake & Gómez-Menor, 1954
  - Agaotingis Drake, 1954
  - Aglotingis Drake, 1954
  - Agramma Stephens, 1829
  - Aidoneus Distant, 1909
  - Alinotingis Duarte Rodrigues, 1992
  - Alloiothucha Drake, 1927
  - Allotingis Drake, 1930
  - Alveotingis Osborn & Drake, 1916
  - Amberobyrsa Heiss, 2009
  - Amblystira Stål, 1873
  - Ambotingis Drake & Ruhoff, 1960
  - Ambycysta Drake & Hurd, 1945
  - Ammianus Distant, 1903
  - Angolotingis Drake, 1955
  - Angolusa Drake, 1958
  - Aphelotingis Drake, 1948
  - Arushia Drake, 1951
  - Asperotingis Péricart, 2000
  - Atheas Champion, 1898
  - Aulotingis Drake & Poor, 1943
  - Australotingis Hacker, 1927
  - Axiokersos Distant, 1909
  - Baeochila Drake & Poor, 1937
  - Baeotingis Drake & Poor, 1939
  - Baichila Drake & Slater, 1955
  - Bako Schouteden, 1923
  - Banahaona Drake & Ruhoff, 1961
  - Belenus Distant, 1909
  - Berotingis Drake, 1956
  - Birabena Drake & Hurd, 1945
  - Bunia Schouteden, 1955
  - Bunotingis Drake, 1948
  - Caffrocysta Duarte Rodrigues, 1982
  - Callithrincus Horváth, 1925
  - Caloloma Drake & Bruner, 1924
  - Calotingis Drake, 1918
  - Campylosteira Fieber, 1844
  - Campylotingis Drake & Bondar, 1932
  - Cantinona Distant, 1913
  - Carvalhotingis Froeschner, 1995
  - Catoplatus Spinola, 1837
  - Celantia Distant, 1903
  - Ceratinoderma Stål, 1873
  - Ceratotingis Montemayor, 2008
  - Cetiothucha Drake & Ruhoff, 1965
  - Cochlochila Stål, 1873
  - Codotingis Drake, 1942
  - Coleopterodes Philippi, 1864
  - Collinutius Distant, 1903
  - Compseuta Stål, 1873
  - Conchotingis Drake, 1954
  - Congochila Drake, 1954
  - Copium Thunberg, 1822
  - Corinthius Distant, 1920
  - Corycera Drake, 1922
  - Corythaica Stål, 1873
  - Corythauma Drake & Poor, 1939
  - Corythotingis Drake & Poor, 1943
  - Corythucha Stål, 1873
  - Cromerus Distant, 1902
  - Cysteochila Stål, 1873
  - Dasytingis Drake & Poor, 1936
  - Dichocysta Champion, 1898
  - Diconocoris Mayr, 1865
  - Dicrotingis Drake & Ruhoff, 1960
  - Dictyla Stål, 1874
  - Dicysta Champion, 1897
  - Diplocysta Horváth, 1925
  - Dulinius Distant, 1903
  - Dyspharsa Drake & Hambleton, 1944
  - Elasmognathus Fieber, 1844
  - Elasmotropis Stål, 1874
  - Engynoma Drake, 1942
  - Engyotingis Drake & Ruhoff, 1961
  - Epimixia Kirkaldy, 1908
  - Eritingis Drake & Ruhoff, 1962
  - Esocampylia Hacker, 1929
  - Eteoneus Distant, 1903
  - Euahanes Distant, 1911
  - Eurypharsa Stål, 1873
  - Froggattia Froggatt, 1901
  - Furcilliger Horváth, 1925
  - Gabirobius Schouteden, 1955
  - Galeatus Curtis, 1833
  - Galotingis Duarte-Rodrigues, 1980
  - Gargaphia Stål, 1862
  - Gitava Drake, 1948
  - Gyalotingis Drake, 1960
  - Gymnotingis Hacker, 1928
  - Habrochila Horváth, 1912
  - Haedacanthus Duarte Rodrigues, 1992
  - Haedus Distant, 1904
  - Hebetingis Drake, 1960
  - Hegesidemus Distant, 1911
  - Heissiella Péricart, 1984
  - Henrikus Drake, 1955
  - Hesperotingis Parshley, 1917
  - Hovatlas Schouteden, 1957
  - Hurdchila Drake, 1953
  - Hyalochiton Horváth, 1905
  - Hybopharsa Hurd, 1946
  - Hypsipyrgias Kirkaldy, 1908
  - Hypsotingis Drake, 1960
  - Idiocysta China, 1930
  - Ildefonsus Distant, 1911
  - Inoma Hacker, 1927
  - Inonemia Drake, 1942
  - Ischnotingis Horváth, 1925
  - Ittolemma Symonds & Cassis, 2014
  - Kapiriella Schouteden, 1919
  - Lasiacantha Stål, 1873
  - Latitingis Péricart, 1985
  - Lemurichila Duarte Rodrigues, 1992
  - Leotingis Knudson, 2018
  - Leptobyrsa Stål, 1873
  - Leptocysta Stål, 1873
  - Leptodictya Stål, 1873
  - Leptopharsa Stål, 1873
  - Leptoptyx Drake & Ruhoff, 1965
  - Leptoypha Stål, 1873
  - Lepturga Stål, 1873
  - Limnostatua Souma & Ishikawa, 2022
  - Liotingis Drake, 1930
  - Longiscutella Livingstone & Jeyanthibai, 1995
  - Lullius Distant, 1904
  - Machairotingis Duarte Rodrigues, 1982
  - Macrocorytha Stål, 1873
  - Macrotingis Champion, 1897
  - Madangocoris Péricart, 2000
  - Mafa Hesse, 1925
  - Magmara Pericart, 1977
  - Malagasotingis B. Lis, 2009
  - Malandiola Horváth, 1925
  - Mecopharsa Drake, 1953
  - Megalocysta Champion, 1897
  - Melanorhopala Stål, 1873
  - Metasalis Lee, 1971
  - Mexibyrsa Knudson, 2018
  - Mexicotingis Henry, Montemayor & Knudson, 2017
  - Monosteira A. Costa, 1862
  - Mummius Horváth, 1910
  - Naitingis Drake & Ruhoff, 1962
  - Naochila Drake, 1957
  - Neobyrsa Knudson, 2018
  - Neoplerochila Duarte Rodrigues, 1982
  - Neotingis Drake, 1922
  - Nesocypselas Kirkaldy, 1908
  - Nesocysta Kirkaldy, 1908
  - Nesotingis Drake, 1957
  - Nethersia Horváth, 1925
  - Nobarnus Distant, 1920
  - Nyctotingis Drake, 1922
  - Oedotingis Drake, 1942
  - Oeocharis Drake & Ruhoff, 1965
  - Olastrida Schouteden, 1956
  - Omoplax Horváth, 1912
  - Oncochila Stål, 1873
  - Oncophysa Stål, 1873
  - Onymochila Drake, 1948
  - Orotingis Drake & Poor, 1941
  - Ottoicus Drake, 1960
  - Pachycysta Champion, 1898
  - Paraceratotingis Henry, Montemayor & Knudson, 2017
  - Paracopium Distant, 1902
  - Parada Horváth, 1925
  - Paraleptoypha Duarte Rodrigues, 1980
  - Paraperissonemia Duarte-Rodrigues, 1980
  - Paseala Schouteden, 1923
  - Penottus Distant, 1903
  - Perbrinckea Drake, 1956
  - Perissonemia Drake & Poor, 1937
  - Phaenotropis Horváth, 1906
  - Phaeochila Drake & Hambleton, 1945
  - Phymacysta Monte, 1942
  - Physatocheila Fieber, 1844
  - Placotingis Drake, 1960
  - Planibyrsa Drake & Poor, 1937
  - Platytingis Drake, 1925
  - Plerochila Drake, 1954
  - Pleseobyrsa Drake & Poor, 1937
  - Pliobyrsa Drake & Hambleton, 1946
  - Pogonostyla Drake, 1953
  - Pontanus Distant, 1902
  - Pseudacysta Blatchley, 1926
- Tribus: Ypsotingini Drake & Ruhoff, 1965
  - Chorotingis Drake, 1961
  - Derephysia Spinola, 1837
  - Dictyonota Curtis, 1827
  - Dictyotingis Drake, 1942
  - Euaulana Drake, 1945
  - Kalama Puton in Lethierry & Puton, 1876
  - Ypsotingis Drake, 1947

Geslachten die niet in een van de geslachtengroepen zijn ingedeeld: 
- Alloeocysta Drake, 1961
- Horvathula Schouteden, 1957
- Idiostyla Drake, 1945
- Renaudea Drake, 1958
- Tingiphatnoma Guilbert & Heiss, 2018